# Lagarfljótwurm

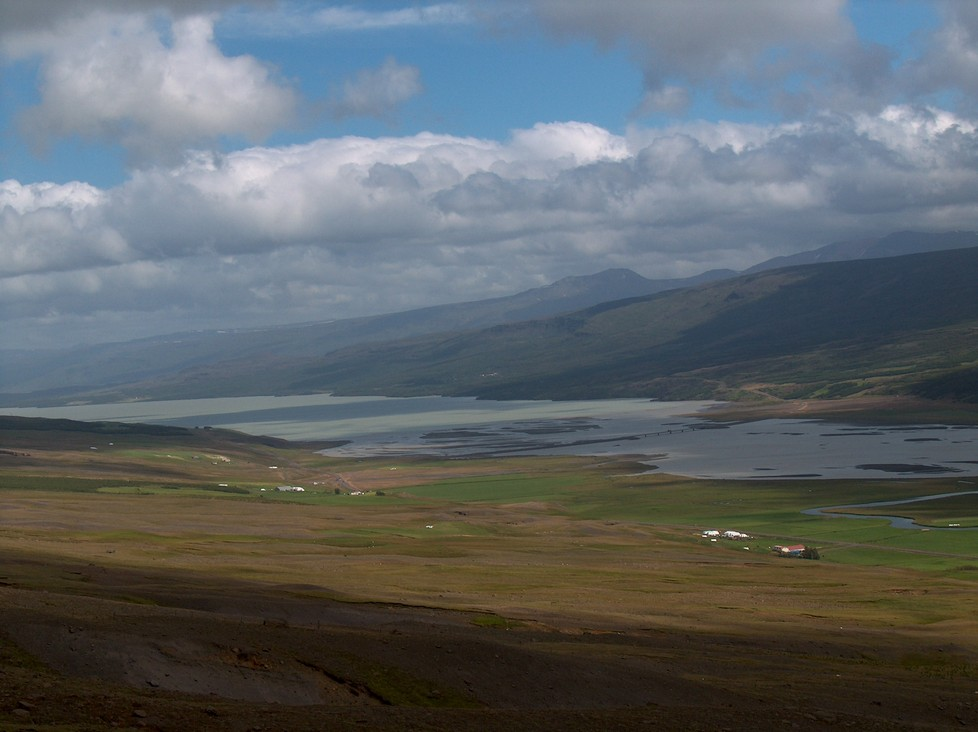
Blick auf den Lagarfljót

Der Lagarfljótwurm (isländisch Lagarfljótsormurinn), auch isländisches Wurmmonster genannt, ist ein Tier, das angeblich im Lagarfljót, einem See nahe der isländischen Stadt Egilsstaðir, leben soll. Ähnlich dem schottischen Nessie wird auch der Lagarfljótwurm als eine Art Seeschlange beschrieben, zu deren Länge die Angaben zwischen 10 und 90 Metern variieren. Die Vorstellung vom Lagarfljótwurm geht auf eine Sage zurück, die in Jón Árnasons Sammlung isländischer Volksmärchen und Legenden enthalten ist. Seit dem Jahr 1345 werden Sichtungen des Wurmes in verschiedenen Schriftstücken erwähnt.

## Sage
Jón Árnasons zwischen 1862 und 1864 erschienene Sammlung enthält die Geschichte eines Mädchens, das in der Nähe des Lagarfljót wohnte. Es legte eine goldene Brosche zusammen mit einem kleinen Wurm in eine Schachtel, in der Hoffnung, auf diese Weise das Gold zu vermehren. Statt des Goldes wuchs jedoch der Wurm und das Mädchen warf die Schachtel in Panik in den Lagarfljót. Dort wuchs der Wurm weiter, konnte aber von Zauberern an Kopf und Schwanz gekettet auf dem Grund des Sees festgesetzt werden.

## Geschichte angeblicher Sichtungen

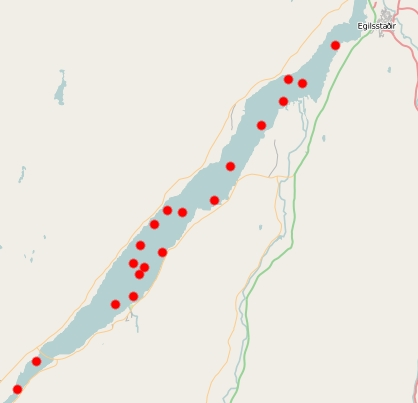
Orte angeblicher Sichtungen des Lagarfljótwurms

Im Jahr 1345 wurden Sichtungen des Wurms erstmals niedergeschrieben, 1589 auch vom damaligen Bischof Oddur Einarsson.
Im Laufe der Jahrhunderte wurde der Wurm unter anderem als riesiges Monster, das Boote oder sogar Häuser zerstört, oder als Vorbote für kommendes Unglück beschrieben.
Auch im 20. Jahrhundert wurde der Wurm weiterhin angeblich an verschiedenen Orten im und auch am Wasser gesehen.
Im Februar 2012 filmte ein Bauer ein großes schwimmendes Objekt in einem in den Lagarfljót fließenden Fluss. Das Video erlangte Bekanntheit im Internet und in internationalen Medien, nachdem es vom isländischen Fernsehsender Ríkisútvarpið (RUV) ausgestrahlt worden war.

## Mögliche Erklärungen
Da es an einigen Stellen am Grund des Sees zum Austritt von Gas kommt, könnten ungewöhnliche Bewegungen an der Oberfläche entstehen. Eine weitere Theorie sind Bewegungen, die durch Strömungen und Zuflüsse des Sees verursacht werden.

## Ehrungen
Auf dem Lagarfljót verkehrte bis vor einigen Jahren das Ausflugsboot Lagarfljótsormurinn, das nach dem Wurm benannt ist.